# Perchtoldsdorf

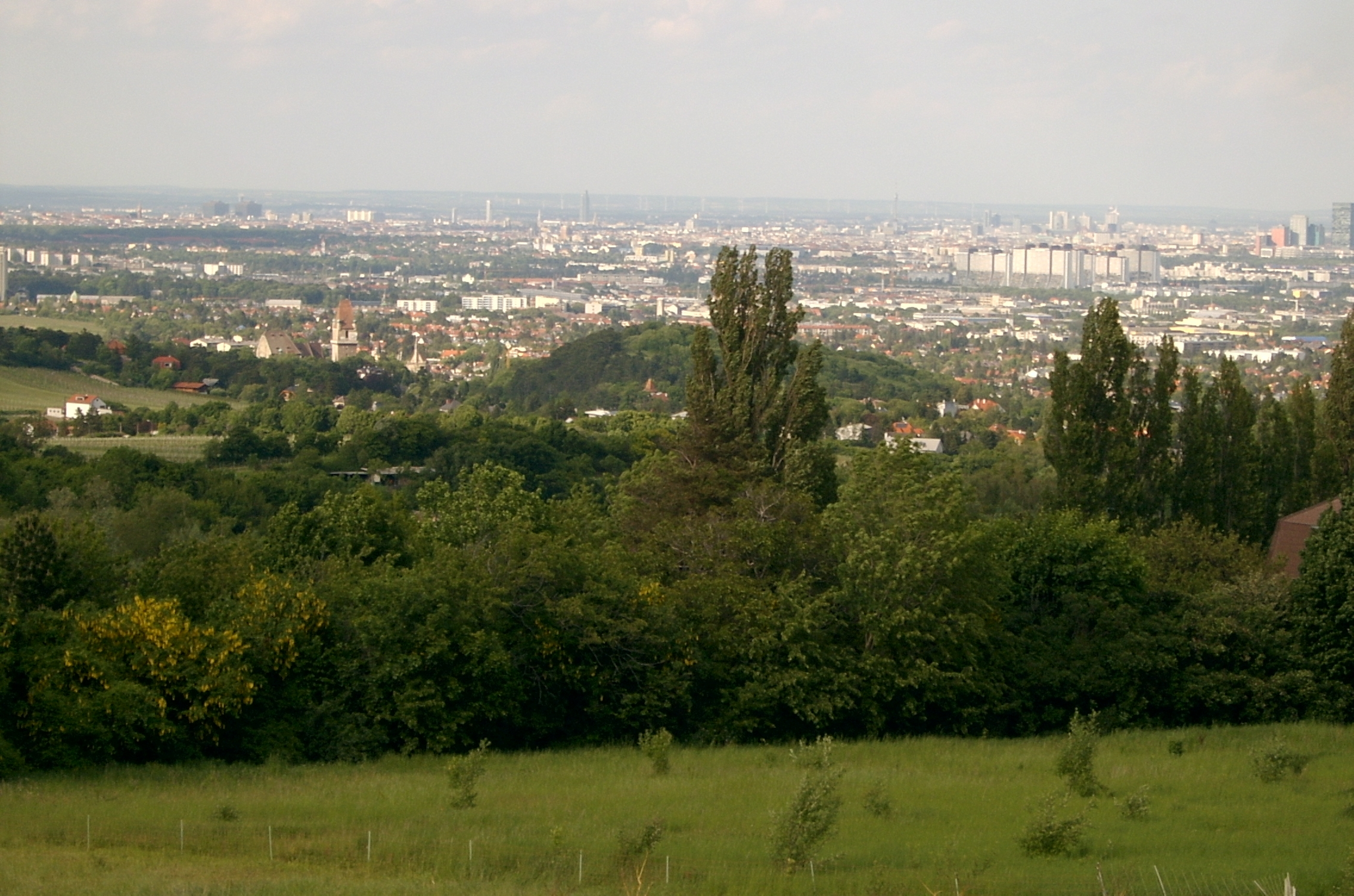

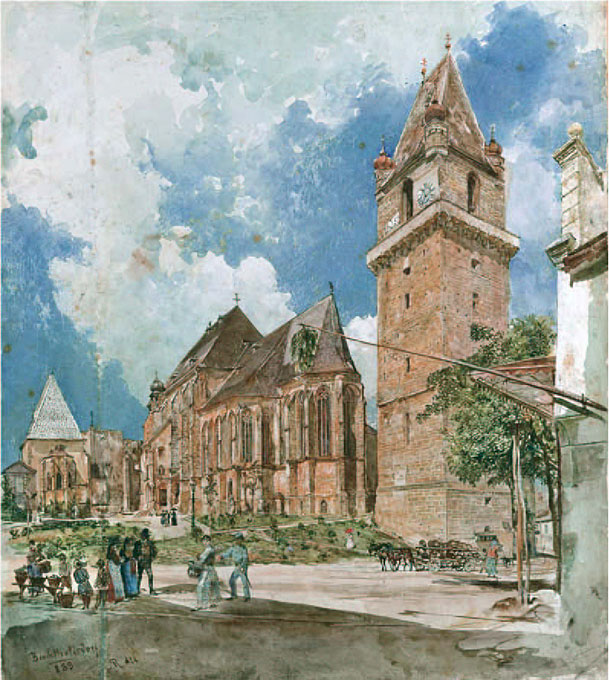
Farní kostel a věž (1883)

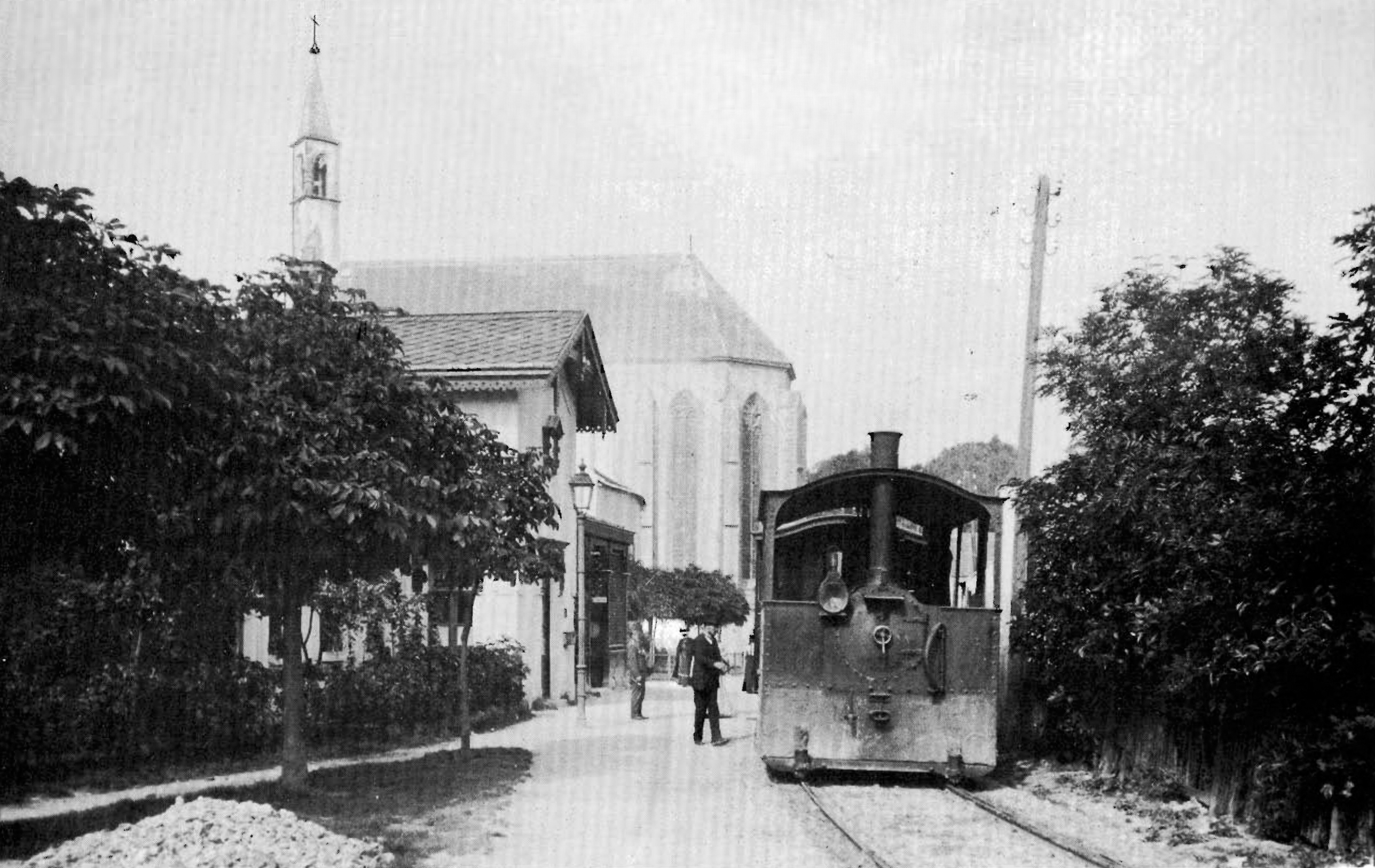
Parní tramvaj (1921)

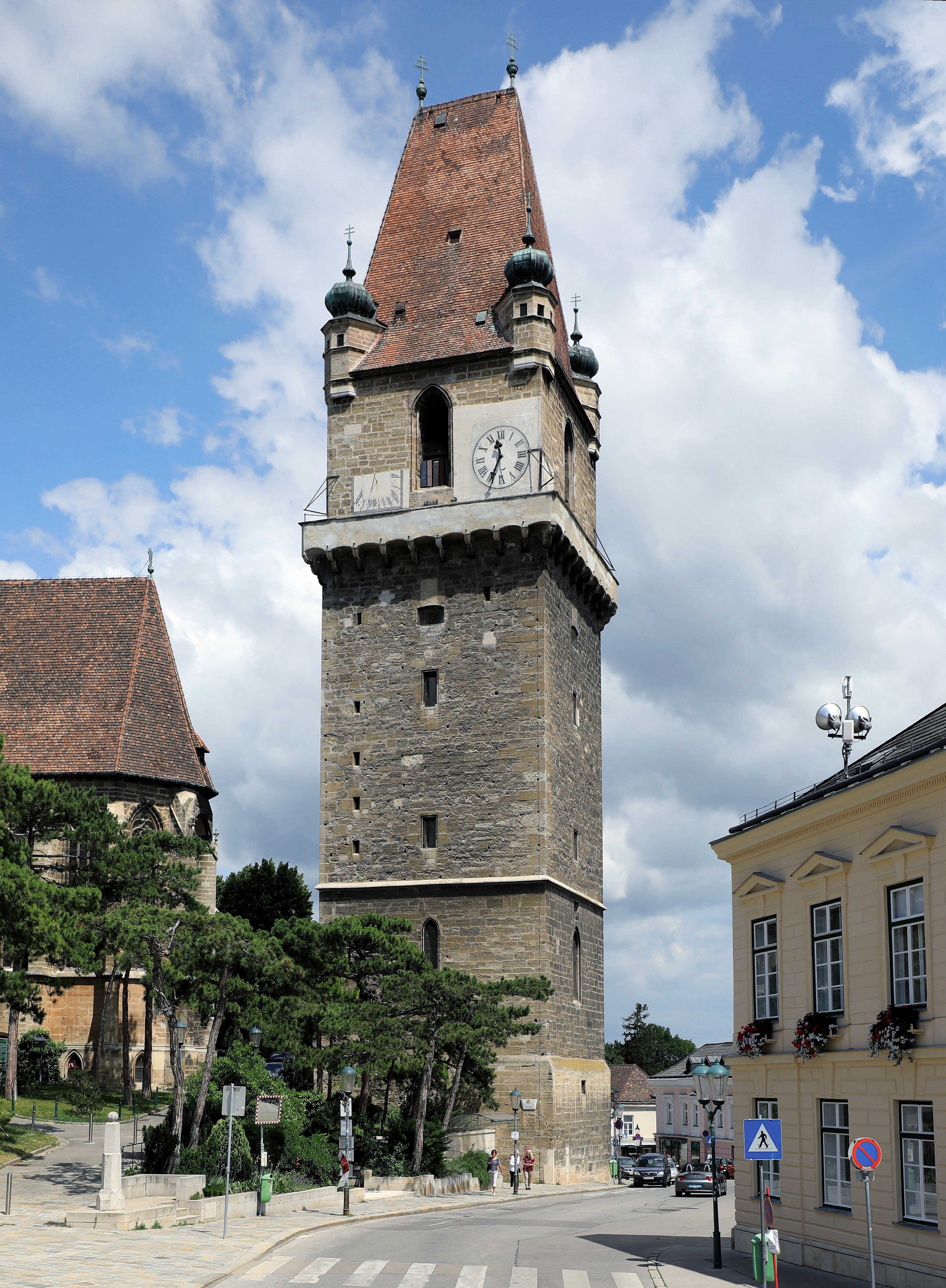

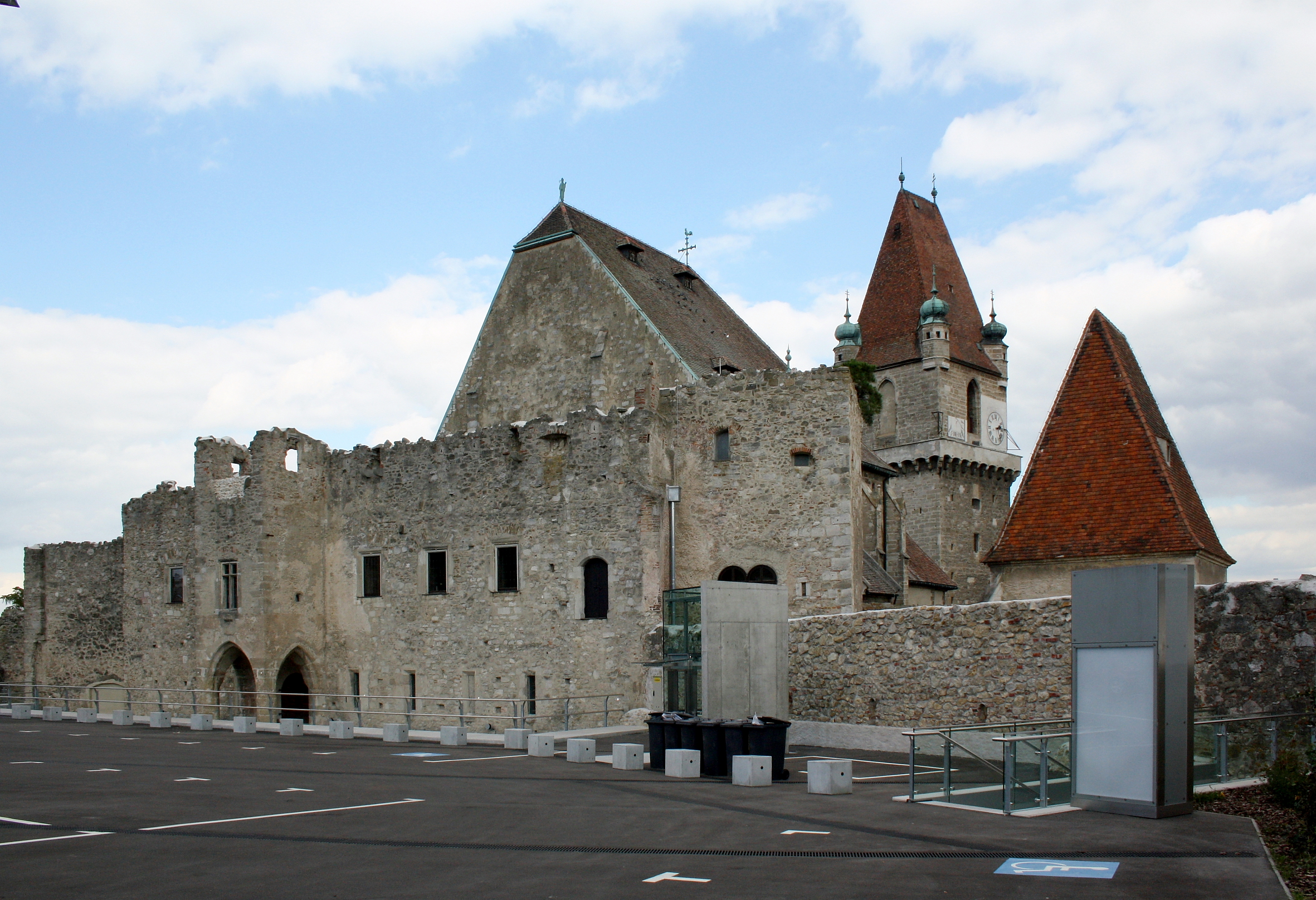

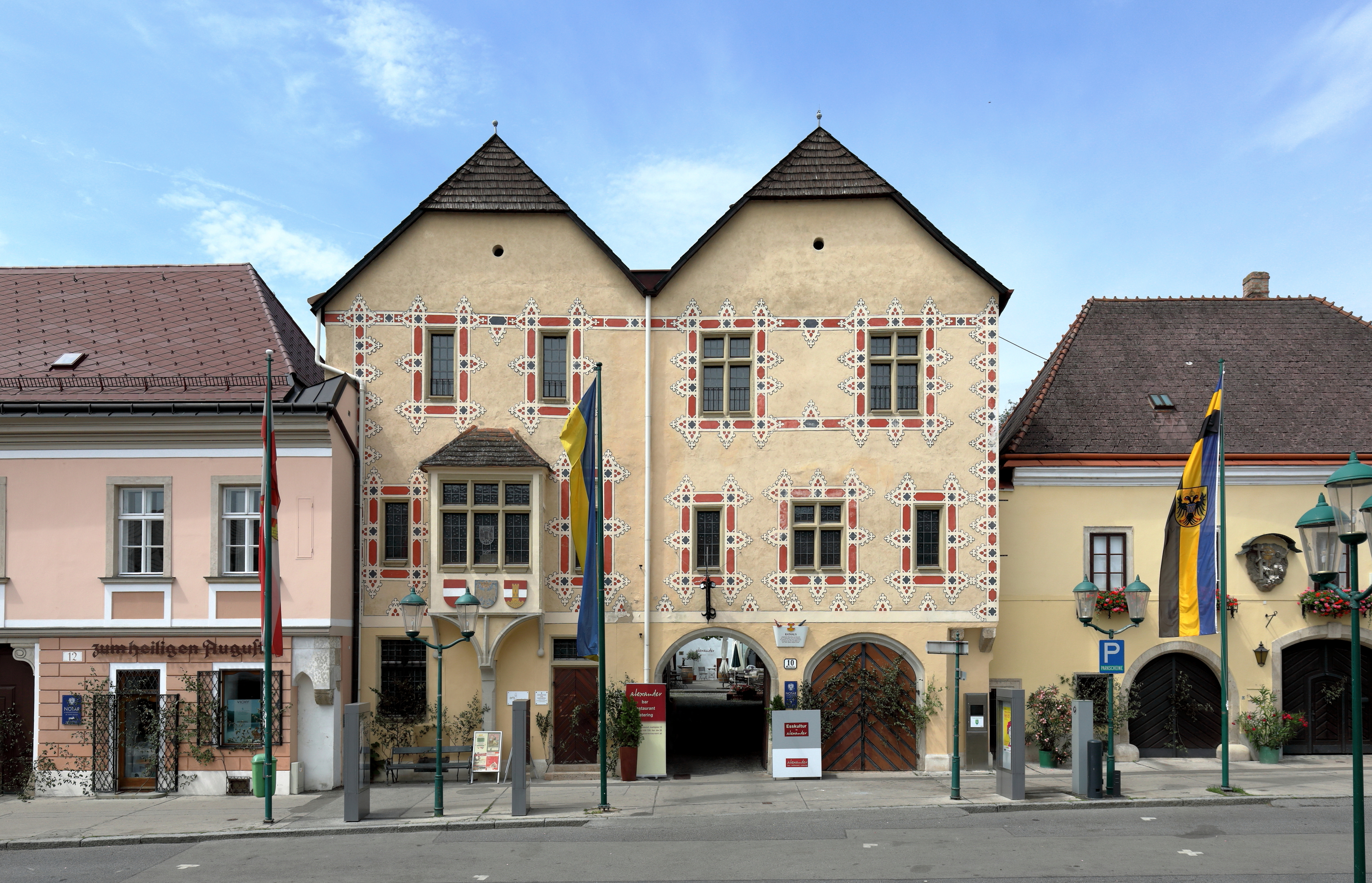
Radnice

Perchtoldsdorf (německy  ˈpɛʁçtɔlt͡sdɔʁf) je městys v okrese Mödling v Dolním Rakousku a je jedním z četných vinařských míst v okolí Vídně. Perchtoldsdorf se také dříve nazýval jako Petersdorf nebo také P´dorf.

## Poloha
Perchtoldsdorf leží na jižní hranici Vídně, na západě sousedí s Vídeňským Lesem. Okresní město Mödling je největší obcí okresu.

## Historie
Podle současných poznatků byl Perchtoldsdorf osídlený již 6000 let před naším letopočtem. Později byl osídlen také Římany.
Název místa Perchtoldsdorf je poprvé v listinách zmíněn v roce 1140. Osídlováno bylo tehdy nejdříve okolí hradu v místě dnešního náměstí. Na hradě Perchtoldsdorfu v té době sídlili Babenberkové, vlivní Páni z Perchtoldsdorfu. Odkud pochází název hradu, není historicky doloženo. Po pánech z Perchtoldsdorfu přešla v roce 1286 práva panství na Habsburky. Ti využívali hrad Perchtoldsdorf jako vdovské sídlo. Obec vzkvétala a v roce 1400 získala práva trhů.
Když Uhry za panování Matyáše Korvína (1443-1490) převzali vládu nad Dolními Rakousy, byl Perchtoldsdorf postižen častou změnou držitelů panství. Teprve za císaře Maxmiliána I. Habsburského (1459-1519) se obec opět zotavila. Byla dostavěna ochranná věž a některé měšťanské domy, které stojí dodnes.
Během prvního tureckého obléhání v roce 1529 byla obec zpustošena. Obyvatelé, kteří se opevnili v kostele byli ušetřeni. Teprve po druhém tureckém obléhání v roce 1683 se obec postavila, když předtím velmi hospodářsky zeslábla, bezmála všechno obyvatelstvo bylo Osmany vyvražděno. Velmi pomalu se obec zotavovala.
V období ke konci 17. a v první polovině 18. století jsou do Perchtoldsdorfu zavedeny pašijové hry. Na počátku 19. století bylo dříve protestantské místo, dokonce poutním místem.
Ve druhé polovině 19. století byl Perchtoldsdorf oblíbeným místem jako letovisko. Vznikaly tu vinice a stavěly se vily, které z větší části stojí ještě dnes. To vydrželo ještě do 20. století. Škody ve druhé světové válce postihly také Perchtoldsdorf, který byl v letech 1938 až 1954 součástí Velké Vídně.

### Vývoj počtu obyvatel
V roce 1971 bylo v místě 11.486, roku 1981 13.451, 1991 14.051, 2001 13.998 a v roce 2006 bylo v obci 14.398 obyvatel.
Dnes zde žije přibližně 14.000 obyvatel a ještě 2500 obyvatel s přechodným pobytem.

## Doprava
Přes Pertoldsdorf probíhá Jižní dráha z Vídně do Vídeňského Nového Města. Ve stanici zastavují také vlaky S9 na jih a S1/S2 na sever. Kromě toho se zde sjíždějí obecní autobusy a je tu také místní doprava.
Severní část obce leží při městské hranici Vídně s konečnou stanicí tramvajové linky 60. Tato trať, která Perchtoldsdorf spojuje s Hitzingem (Vídeň), byla postavena firmou Kraus & Comp. s koncesí od 30. července 1882 jako dílčí pouliční dráha, se zkušebním provozem od 18. října 1883 a od 27. října 1883 byla otevřena jako první parní pouliční dráha v Rakousku. Průběžně byly vlaky každodenně využívány v obou směrech. Podle koncese z 26. března 1886 byla dráha až do Mödlingu předána do provozu 12. května 1887.
Po převzetí tratě městem Vídní dne 1. ledna 1908, došlo neprodleně s elektrizací této tzv. jižní trati a už 7. srpna 1912 jel poslední parní vlak do Mauer (Vídeň). Z důvodu poválečných byly vlaky až do roku 1921 taženy parní lokomotivou. V roce 1920 se slavnostně začalo s prodloužením elektrizace a 27. května 1921 byla dokončena. Trať byla označena číslem linky 360 (posílené vlaky do Perchtoldsdorfu až do roku 1938, jakož i v letech 1945 až 1963, se označovaly číslem linky 260).
Linka 360/260 se změnila na linku číslo 60 vídeňského dopravního podniku (Vídeňské dráhy). Z 24. listopadu 1963 je známo prodloužení linky 60 nejdříve do Rodaun a později i do Perchtoldsdorfu po samostatném kolejovém tělese mimo ulice.
V letech 1964 až 1966 byla trať modernizována, mezi jinými v roce 1964 nádraží v Perchtoldsdorfu, 1966 těleso dráhy prodlouženo až na území Mödlingu. Ještě během renovace se hovořilo o zastavení provozu, nejdříve od 1. ledna 1967, potom v témže roce došlo kvůli politickým rozporům dnem 30. listopadu 1967 k úplnému zastavení provozu tramvaje. Po zastavení provozu se ještě stavěla trať ve směru Donauwörther Straße. Kolejiště je ještě na konečné stanici v roce 2009 viditelné.
Bezprostřední dálniční připojení je k vídeňskému vnějšímu okruhu A21, a také přístup na jih k dálnici A2 není daleko.
Mimo to je tu několik firem s taxislužbou, na kterou přispívá obec a umožňují tak pohodlnou jízdu do okolních míst.
V roce 1883 byl zahájen provoz na železniční trati Liesing-Kaltenleutgebener (Kaltenleutgebenerská dráha) probíhající z 80% na katastru Perchtoldsdorfském. Trať dosud existuje na Perchtoldsdorfském území, je ale využívána pouze pro dopravu cementu a vede už jen do konečné stanice Waldmühle v Holcimu (dříve Lafarge-Perlmooser), továrny v Kaltenleutgebenu. Nádraží železniční trati Liesing-Kaltenleutgeben bylo již druhým na Perchtoldsdorfském území. První nádraží bylo daleko od centra obce u silničního mostu v Mühlgasse na Jižní dráze (viz historické mapy), otevřeno v roce 1841 a roku 1883 po postavení Kaltenleutbenerské dráhy bylo opět uzavřeno. Dnešní zastávka Perchtoldsdorf na Jižní dráze byla zřízena až po druhé světové válce. Historická nádražní budova železniční trati Liesing-Kaltenleutgeben ještě existuje. Pro její velmi špatný stav byla v devadesátých letech nákladně a významně opravena.

## Hospodářství
Živnostenské hospodaření bylo již ve starších dobách velmi rozdílné. Početnější zastoupení řemesel bylo u cechů - nazývané "Zechen" - jako řezníci, obuvníci, pekaři, tkalci, kováři a bednáři. Jejich cechy jsou doloženy již ve středověku. Cechy rozvíjely určitou samosprávu v řemeslech, jejich dokumenty a pokladní podklady jsou uloženy v truhle, která se zachovala a zůstala v ochranné věži, ve které je zřízeno místní muzeum. I ostatní řemeslnické živnosti měly v Perchtoldsdorfu v 18. a počátkem 19. století svou důležitost. K tomu ještě se počítalo s výrobou ledku, tisku kartounů, výroba krabic a voskovaného plátna, svíčkařství, pivovarnictví a výroba octu.

### Vinařství
Perchtoldsdorf je vinařskou obcí v dolnorakouské oblasti a je známé zejména svými burčáky. Víno v Pertoldsdorfu prospívá tak dobře, protože se pěstuje ve sprašové půdě.
Víno se v Perchgtoldsdorfu vyrábí tradičními metodami, kde od roku 1990 důležitou roli hrají dřevěné dubové (barikové) sudy. Víno se pěstuje v malých až středních podnicích, velkozávody nebo družstva zde nejsou.
Jen málo vinařství v regionu pěstuje biologickým způsobem. Vinařství Tiger Wurth nechává víno před stáčením protékat přes krystaly, čímž se víno stává jakostnější.

### Průmysl
Teprve v posledním desetiletí se ve východní části obce usídlily průmyslové podniky. Jedním z nejstarších je rakouská pobočka firmy 3M. Také další firma Stihl zřídila zde pobočky, především obchodního rázu.

## Pamětihodnosti
Hlavní pamětihodností je v centru stojící hrad, středověké tržiště a mohutná, zachovaná Ochranná věž Rakouska. Věž slouží současně i za kostelní, avšak s kostelem není stavebně propojena.

## Osobnost se vztahem k Česku
V Perchtoldsdorfu zemřel rakouský spisovatel Karl Hans Strobl (1877-1946), který se narodil v Jihlavě a do svého vypovězení v roce 1934 žil v tehdejším Československu.

## Školství
V Perchtoldsdorfu jsou dobře vybudované budovy pro vzdělávání. V místě jsou čtyři mateřské školy, dvě obecné školy, střední škola, gymnázium a zvláštní škola, jakož i hudební škola Franze Schmidta.

## Významní občané
- Johann Siegmund Valentin Popovič (1705-1774) - znalec starorakouštiny a přírodovědec
- Josef Matyáš Trenkwald (1824-1897) - česko-rakouský malíř
- Hugo Wolf (1860-1903) - hudební skladatel a hudební kritik
- Friedrich Eckstein (1861-1939) - rakouský vědec, literát, mecenáš, teolog, asistent Antona Brücknera
- Alois Theodor Sonnleitner (*1869, Dašice u Pardubic - †1939) - spisovatel - Die Höhlenkinder
- Franz Schmidt (1874-1939) - hudební skladatel
- Siegried Ludwig (*1926, Vlasatice na Mikulovsku) - někdejší hejtman Dolního Rakouska
- Franz Viehböck (*1960) - první Rakušan ve Vesmíru
- Alexander Wurz (* 1974) - dřívější pilot Formule 1